# Giacomo della Porta
Giacomo della Porta, italijanski arhitekt in kipar, ki je delal na številnih pomembnih stavbah v Rimu, vključno z baziliko sv. Petra. * 1532, Porlezza, † 1602, Rim

## Življenjepis
Giacomo Della Porta se je rodil v Genovi v družini kiparjev. Nanj so vplivali in sodelovali Michelangelo in Giacomo Barozzi da Vignola, njegov učitelj arhitekture. S tema dvema velikima mojstroma je postal eden najpomembnejših arhitektov v zgodovini rimske renesanse. Dejansko je po letu 1563 izvedel Michelangelove načrte za obnovo odprtih prostorov Campidoglio ali Kapitolski grič, kjer je dokončal fasado in stopnice Palazzo Senatorio ter Cordonato ali rampe stopnic do Kapitolskega trga (Piazza del Campidoglio).
Po smrti Vignole leta 1573 je nadaljeval z gradnjo cerkve Il Gesù, matične cerkve jezuitskega reda, in leta 1584 spremenil njeno fasado po lastnih načrtih. Plastičnost fasade, ki jo je zasnoval, pomeni nov formalni jezik in je bila tipična. Oblikovanje, ki sega v čas Vignola, je spremenil z visoko strukturirano postavitvijo s pilastri, edikulami na osrednjem oknu in glavnem portalu ter dodal stenske niše.
Delal je tudi pri gradnji Palazzo Albertoni Spinola, tako da je delal na nosilnih konstrukcijah in notranjih pregradah, kar je skozi pravokotnost vhodne galerije in vhodne dvorane palače ustvarilo edinstven vizualni učinek.
Prevzel je tudi položaj Vignole kot vodilni gradbeni upravitelj izgradnje cerkve svetega Petra, ki ga je opravljal do leta 1562. Med letoma 1578–1590 / 1593? je s podporo Domenica Fontane po Michelangelovih načrtih je naredil tri kupole stolnice, s čimer je spremenil osvetlitev in razmerja. V ta namen se je med drugim povečala glavna kupola. V imenu papeža Gregorja XIII. je v baziliki svetega Petra oblikoval kapelo Cappella Gregoriana (1573).
Pomembno je poudariti, da Della Porta in Fontana nista bila zgolj izvajalca Michelangelovih risb; pravzaprav sta imela zaslugo za tehnično izvedbo podjetja, ki je ob koncu 16. stoletja izkazalo pomembno stopnjo tehnološkega napredka. Ne samo, da so opazno spremenili krivino ukrivljenosti Michelangelove predvidene zasnove, s čimer so jo približali modelu Brunelleschija, ampak sta v zid (zlasti v zgornjem delu kupole) vstavila vrsto verig, za zadrževanje prečnih sil, ki jih potiska obok; uporabila sta visoko kakovostne materiale in rešitve; značilnost, ki so kupoli omogočile, da po potresu leta 1703 ni utrpela resnih poškodb..
Giacomo della Porta je dokončal številne rimske vodnjake iz 16. stoletja; mednje sodijo vodnjaki na trgu Piazza del Popolo, Neptunov vodnjak in La Fontana del Moro na trgu Piazza Navona ter Fontana delle Tartarughe, zelo pomembni za rimske legende.
Umrl je nenadoma leta 1602, ko se je vrnil v Rim iz Frascatija, kjer je gradil vilo Belvedere po naročilu družine Aldobrandini in bil pokopan v baziliki Santa Maria v Aracoeliju.
S svojimi številnimi deli je postal slogovno opredeljen arhitekt in eden najpomembnejših arhitektov v Rimu, ki še danes oblikuje mestno pokrajino. 

## Izbrana dela
- Oratorio del Santissimo Crocifisso leta 1568 v bližini cerkve San Marcello za bratovščino Križanja, ustanovljeno za čaščenje križa (crocefisso) iz bližnje cerkve.
- Cerkev Il Gesù
- Vodnjaki v Palazzo Borghese (1573)
- Vodnjaki na trgu Piazza Colonna (1574)
- Majhni vodnjaki na trgu Piazza Navona (1574)
- En vodnjak na Piazza della Rotonda
- Palazzo Senatorio na Kapitolskem griču (1573-1602)
- Palazzo della Sapienza (1578-1602)
- Palazzo Capizucchi (1580)
- Santa Maria dei Monti (1580)
- Sant'Atanasio dei Greci (1581)
- Fasada San Luigi dei francesi (1589)
- Fontana delle Tartarughe (1584)
- Santa Maria Scala Coeli
- Palazzo Marescotti (1585)
- Palazzo Serlupi (1585)
- SS. Trinità de' Monti (1586)
- Fontana di Piazza alli Monti (1589)
- Kupola bazilike svetega Petra (1588–90)
- Vodnjaki na trgu Piazza di Santa Maria v Campitelliju (1589)
- Fontana di Piazza d'Aracoeli (1589)
- Fontana della Terrina (1590)
- Skulptura Kristus predaja nebeške ključe svetemu Petru (1594), oltar kapelice sv. Petra, cerkev Santa Pudenziana
- Palazzo Fani (1598)
- San Paolo alle Tre Fontane (1599)
- San Nicolò in Carcere (1599)
- Palazzo Albertoni Spinola (1600)
- Vila Aldobrandini (1600–02) v Frascatiju
- Cappella Aldobrandini (1600–02) v Santa Maria sopra Minerva